# Токугава Ијенобу
Токугава Ијенобу (1662-1712, владао 1709-1712), шести шогун из династије Токугава.

## Владавина
Ијенобу није био доброг здравља, и умро је након само неколико година на функцији. Политика шогуната зависила је од саветника шогуна, и, опет, они су били извучени из „унутрашњег” особља блиског појединачним шогунима, а не из Вишег већа. Ијенобуов саветник је био истакнути конфучијански научник Араи Хакусеки (1657-1725), који је био кључан у рационализацији неколико аспеката бакуфу политике, укључујући финансије и трговину.

### Најважнији догађаји
- 1709. Токугава Ијенобу постаје шогун.
- 1711. Шотоку ера почиње 25. априла.
- 1712. Араи Хакусеки довршава своју утицајну историју, Токуши јорон.[2]